# Mont Sainte-Catherine (Grenade)
Cet article concerne le volcan de la Grenade. Pour l'article concernant le sommet égyptien, voir Mont Sainte-Catherine.
Le mont Sainte-Catherine est un stratovolcan et le plus haut sommet de l'île de la Grenade, localisée dans les Petites Antilles. Il est situé à la jonction des paroisses de Saint Mark, Saint Patrick, Saint Andrew. C'est le plus jeune des cinq volcans qui composent l'île.
Le volcan possède un cratère ouvert à l'est, avec plusieurs dômes de lave en son sein.